# Coliou à tête blanche
Colius leucocephalus
Espèce
Statut de conservation UICN

 LC  : Préoccupation mineure
Le Coliou à tête blanche (Colius leucocephalus) est une espèce d'oiseaux de la famille des Coliidae.

## Sous-espèces
D'après la classification de référence (version 5.2, 2015) du Congrès ornithologique international, cette espèce est constituée des sous-espèces suivantes :
- Colius leucocephalus leucocephalus Reichenow, 1879 : du sud de la Somalie au nord-est de la Tanzanie
- Colius leucocephalus turneri Someren, 1919 : au Kenya (du Mont Kenya au lac Turkana)